# Mitt kall för världen ringa är
Mitt kall för världen ringa är är en psalm av okänd finländsk författare från 1800-talet som översattes/bearbetades av Johan Alfred Eklund. 
Melodin är en tonsättning från 1542 och enligt Koralbok för Nya psalmer, 1921 samma melodi som används till psalmen Uti din nåd, o Fader blid (1819 nr 250).

## Publicerad som
- Nr 613 i Nya psalmer 1921, tillägget till 1819 års psalmbok under rubriken "Det Kristliga Troslivet: Troslivet hos den enskilda människan: De trognas helgelse och krisliga vandel: Trohet i kallelsen".